# Mukhiyapattimushargiy
Mukhiyapattimushargiy (nep. मुखियापट्टी मुसहरनिया गाउँपालिका) – gaun wikas samiti w środkowej części Nepalu w strefie Dźanakpur w dystrykcie Dhanusa. Według nepalskiego spisu powszechnego z 2011 roku liczył on 1143 gospodarstwa domowe i 7355 mieszkańców (3476 kobiet i 3879 mężczyzn).